# Поларно језеро
Поларно језеро је језеро којем је према термичкој класификацији површински слој воде увек нижи од 4°C, а период без леда је изузетно кратак. Овде се запажа обрнута термичка стратификација, тј. температура расте од површине према дну. Период циркулације водене масе је само један и то током лета. Поларна језера су карактеристична за поларну климу, а као најбољи примери издвајају се Велико медвеђе језеро, у Канади и Тајмир у Русији.